# 斯蒂格·托夫丁
斯蒂格·托夫丁（Stig Tøfting，1969年8月14日—），是已退役的丹麦职业足球运动员，司职中场，曾代表丹麦参加了两届世界杯和两届欧锦赛，於2002年世界盃負於英格蘭後宣佈退出國家隊。
2002年2月7日由汉堡轉投在英超保級邊緣掙扎的博尔顿，轉會費25萬英鎊，其後因入獄事件而提前一年結束合約。2003年托夫丁出獄後曾加盟中国甲A联赛天津泰达，不过虽然其个人攻防能力毋庸置疑，但是却一直未能融入球队，赛季结束后便返回了丹麦。

## 麻煩事
在2002年世界盃舉行期間，丹麥八卦週刊《Se & Hør》刊載托夫丁不為人知的往事——當托夫丁13歲時，一天放學回家，發現雙親雙雙倒斃，事後證實是托夫丁的父親開鎗射殺妻子後再舉鎗自殺；托夫丁對這件事一直保密，甚至沒有透露給子女知道。事後《Se & Hør》的總編輯被徹職。
2002年世界盃後托夫丁與其他丹麥返回哥本哈根，在「茄醬餐廳」（Café Ketchup）舉行慶祝會，期間他以頭撞擊餐廳東主。於2002年10月被檢控及判處監禁4個月，托夫丁放棄上訴，於翌年4月到7月入獄。

## 榮譽
- 丹麥盃：1992年、1996年、2006年；

個人
- 丹麥盃最佳球員: 1996[6]

## 外部連結
- 丹麥國家隊簡歷 （页面存档备份，存于）
- （丹麦文） 奥尔胡斯簡歷
- FootballDatabase：生涯統計[]
- （意大利文） 托夫丁球迷會